# Vueling Airlines
Vueling Airlines, o simplement coneguda com a Vueling, és una aerolínia de baix cost propietat al 100% del Grup IAG, un holding hispano-anglès fruit de la fusió de les companyies aèries Iberia i British Airways. Vueling té la seu a Viladecans, amb la base principal a l'Aeroport Internacional de Barcelona i d'altres als aeroports de Roma, Màlaga, Sevilla, Madrid i València i també a Amsterdam, Bilbao, París, Tenerife, Gran Canària, Alacant, Astúries, Santiago de Compostel·la i la Corunya.
Actualment té una flota de 123 avions, que donen servei a més de 100 destinacions principalment d'Europa, d'Àsia i del nord d'Africa. Des de 2011 també fa connexions per a vols intercontinentals d'Iberia i altres aerolínies de l'aliança OneWorld com LAN Airlines, American Airlines o British Airways.
Vueling va ser en uns inicis una aerolínia tradicional i amb el pas del temps, tot i transformar-se en una aerolínia de baix cost ha mantingut alguns aspectes que molt poques aerolínies de baix cost tenen, vola a aeroports principals, té una categoria premium i des de fa poc té un servei d'atenció al client gratuit entre altres coses. És també una de les tres úniques aerolínies de baix cost d'Europa, juntament amb Air Berlin i Norwegian Air Shuttle, que operen vols en connexió, cosa molt típica entre aerolínies de baix cost d'Amèrica. Els vols en connexió de Vueling sempre tenen com a punt d'enllaç l'Aeroport del Prat, on la companyia connecta la majoria de les seves rutes. Pels passatgers en connexió, ofereix serveis de valor afegit a les botigues i comerços de l'Sky Center de l'aeroport, com descomptes o promocions especials.
A l'octubre de 2012, es va anunciar una nova expansió a l'Aeroport de Barcelona-el Prat que incloïa la creació de 28 noves rutes des de l'aeroport, de tal manera que operaria així 100 destinacions des de l'aeroport de la ciutat comtal, a més de la creació de la classe Excellence per al passatger de negocis, servei de Wi-fi a bord i la fi del negoci de baix cost, per passar a una reconversió en companyia de xarxa. D'aquesta manera es convertí en l'aerolínia espanyola que opera més destinacions.

## Història
Vueling va ésser fundada el febrer del 2004 i va començar a operar l'1 de juliol del mateix any amb una flota composta per un total de dos avions, prestant servei en el trajecte Barcelona - Eivissa.
L'estructura de capital és la següent: 
- IAG: 90,51%[4]
- Resta: 9,49%.

A principis de l'any 2006, Vueling disposava de 10 Airbus A-320 i més de 30 rutes. Ja havia transportat més de 3 milions de passatgers i era la tercera aerolínia en nombre de viatgers de l'Aeroport del Prat, la segona a València i Sevilla, i també operava a l'Aeroport de Barajas.
La posició de director general de la companyia l'ocupa Josep Piqué, essent el Conseller Delegat Alex Cruz de Llano. Tant Lázaro Ros com Carlos Muñoz, ambdós socis fundadors de la companyia, queden com a simples accionistes, degut a l'acord arribat entre l'accionista de referència (Inversiones hemisferio - Família Lara) i els altres accionistes.
Al maig de 2007 va entrar en servei la tercera base de Vueling. Des de París volarà a Amsterdam, Brussel·les, Barcelona, Sevilla, etc. El 28 d'octubre obrirà la quarta base basant 2 avions, en un principi, i 2 més a finals d'any (tot depenent de les entregues d'avions fins a finals d'any).
El 12 de maig de 2007 va obtenir la llicència per fer autohandling a l'aeroport del Prat, sent així el segon operador d'autohandling (Iberia n'és l'altre).
Actualment disposa de 70 avions (26/09/2013) en 8 bases operatives (Aeroport del Prat, MAD, AGP, BIO, SVQ, VLC, PMI i IBZ (només temporada d'estiu)) i 2 destacaments (TLS i AMS).
Davant les contínues pèrdues econòmiques, l'any 2008 es va fusionar amb Clickair la filial de baix cost d'Iberia. Així, Iberia passa a ser el soci majoritari (més del 45% per cent) i integra a Vueling amb la seva filial de baix cost.
Al mes d'abril de 2011 va assumir l'operació de diversos vols d'Iberia (MAD-AGP/ACE/FUE/ALC/WAW/OTP-MAD i PMI-MAD-PMI) utilitzant 6 avions cedits per Iberia, però amb els colors corporatius de Vueling.
El 5 desembre 2012 Vueling va anunciar l'obertura d'una nova base d'operacions a Florència amb set destinacions: Hamburg, Barcelona, Berlín, Copenhaguen, Londres Heathrow, Madrid i París Orly.

## Flota

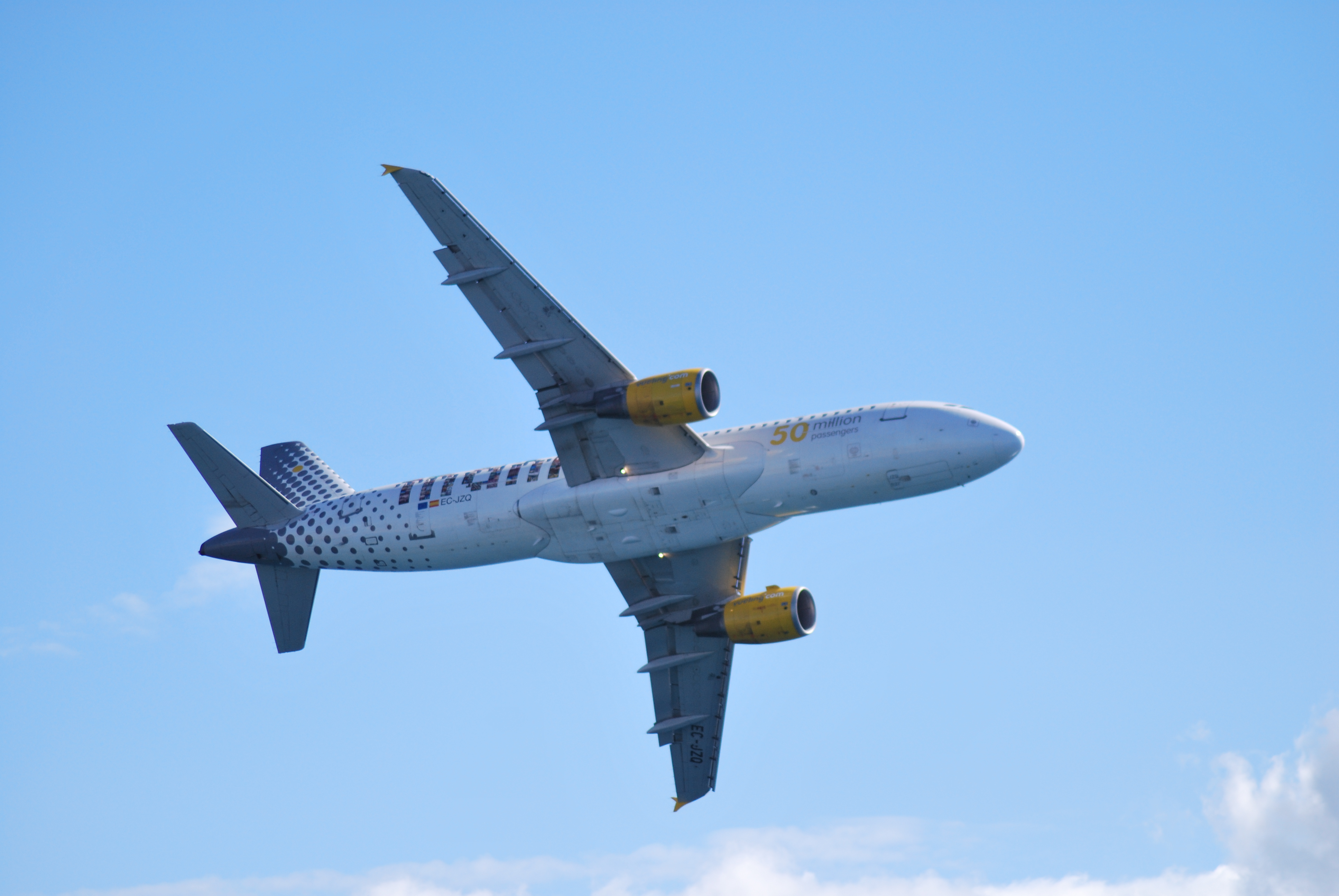
Airbus A320 de Vueling volant a la Festa al Cel de l'any 2012

La flota de Vueling Airlines consisteix exclusivament en avions de la família Airbus A320, A320, A319 i A321, on el nombre de seients és entre 144 i 220. Fins fa poc, no existia cap classe preferent o "Business", però a l'octubre del 2012 es va anunciar la creació d'una classe Business per captar més passatgers de negocis, denominada Classe Excellence. Després de la fallida del rival més directe de Vueling, Spanair, el gener de 2012, l'aerolínia va incorporar 8 dels avions d'aquesta, per poder ampliar la xarxa de connexions a Barcelona.
El nombre d'avions amb base a l'Aeroport del Prat és de 46 (2012)
Actualment, la flota de Vueling és així:

## Particularitats[calcitació]
- A diferència de les aerolínies domèstiques té una tarifa per cada maleta facturada que incrementa substancialment el preu del billet. Aquesta tarifa és més baixa si es paga anticipadament amb el bitllet que si fa en el moment de la facturació.

- Encara que és una empresa de baix cost vola únicament als aeroports principals de les ciutats a les quals presta servei.

- Ofereix com a servei addicional de valor afegit, la possibilitat de contractar "Seient Duo", nom comercial que Vueling dona als seients corresponents a les dues primeres files de l'avió, amb diversos avantatges afegits:

-Sempre es quedarà lliure el seient central de cada fila, deixant un espai lliure entre passatgers.
-Els clients del servei tindran mostradors de facturació especials als aeroports del Prat a Barcelona i de Barajas a Madrid.
-Vueling garanteix espai per desar l'equipatge de mà als racks de l'avió.
-Durant el vol, el client d'un seient Duo gaudeix d'un aperitiu i una beguda gratuïta.
- La imatge corporativa de Vueling busca diferenciar-se de la competència i de les possibles connotacions negatives que la gent pot associar al terme "Low Cost". Per això, Vueling és una aerolínia amb una imatge corporativa atípica al seu sector, amb particularitats que tenen com a finalitat donar una imatge divertida i jove. S'autodenomina "New Generation Airline".

-Tant el personal de terra, com els auxiliars de vol, i tota la documentació oral o escrita de la companyia tracta de tu als clients, en lloc de fer servir el tractament de cordialitat "vostè" propi del sector, amb la finalitat de donar una imatge més propera i jovial.
-Les seves campanyes de publicitat són molt característiques; mostren dibuixos animats amb aparença de núvols amb boca i ulls, que tenen com a peculiaritat la inclusió de paraules en altres idiomes al seu discurs. Principalment fan una barreja del idioma local amb l'anglès, encara que també fan servir :el castellà, el francès o el italià en menor mesura, així com neologismes i anglicismes inexistents, com "Compring".
- Al contrari que algunes altres aerolínies de baix cost Vueling assigna seients fixos als passatgers. El seu sistema de reserves permet triar un seient en concret en el moment de comprar el bitllet per internet. Això és degut al fet que tots els seus vols comparteixen codi amb Iberia i, per tant, necessita prestar els mateixos serveis que la companyia de bandera a la qual hi pertany.

- Permet la facturació en línia a través d'Internet, mitjançant la qual el passatger imprimeix la seva pròpia targeta d'embarcament. Ha estat la primera aerolínia catalana a oferir aquest servei.

- Va ser votada segona millor aerolínia de nova creació a Europa el 2005, superada solament per Air Berlin.

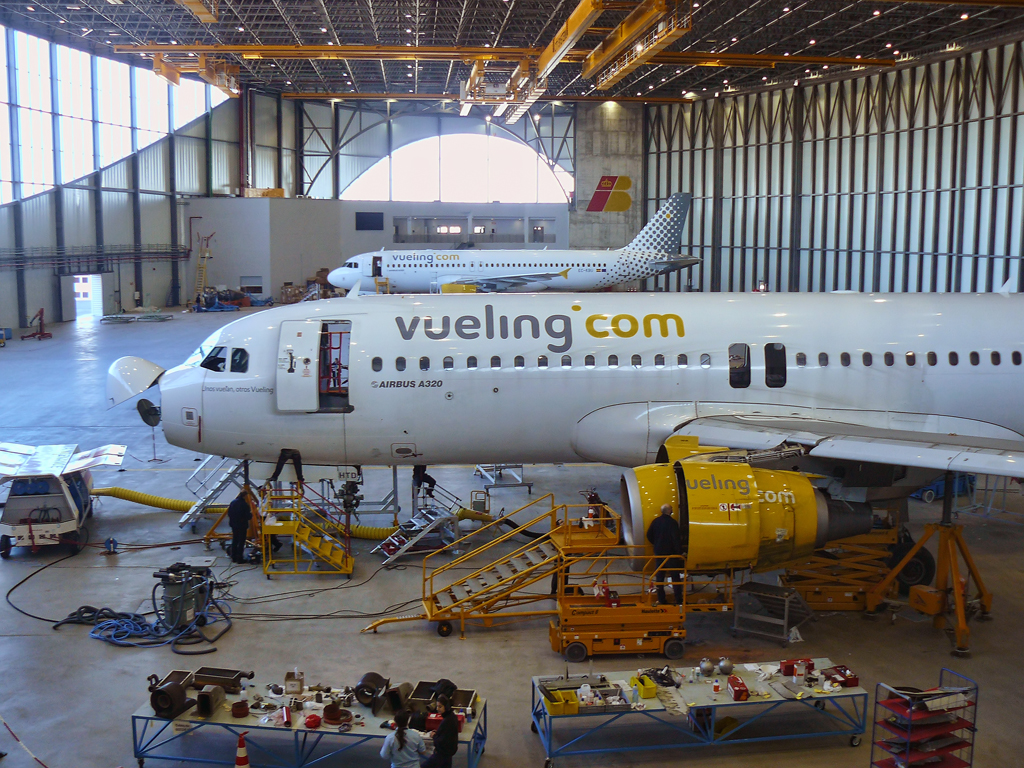
Revisió d'avions Vueling a l'hangar d'Ibèria a l'Aeroport de Barcelona

- Al desembre del 2005 va arribar a un acord amb Amadeus per publicar els seus vols en el seu GDS. Aquest acord permet a les agències de viatges tradicionals vendre bitllets de Vueling. Les tarifes per aquest canal de venda generalment són més altes que les de la venda per Internet i solen dur un càrrec d'emissió.

- Des de setembre de 2006 el web de Vueling mostra els preus dels bitllets amb totes les taxes i recàrrecs inclosos.

- Els seus avions no presenten una classe prioritària o "Business". D'altra banda, si tenen un pack de serveis de valor afegit anomenat "Pack Go!", enfocat als passatgers de negocis, i que inclou:

-Possibilitat de canviar sense càrrec addicional una reservat per altre vol que tingui la mateixa destinació que el primer i que surti el mateix dia que el vol prèviament reservat.
-Possibilitat gratuïta d'escollir seient, excepte els "Duo" i "Seient XL" (Nom comercial pels seients situats a les sortides d'emergència de l'avió), que tenen 5 € de descompte.
-Preferència per embarcar i mostradors diferenciats als aeroports del Prat a Barcelona i de Barajas a Madrid.

## Codis
- Codi IATA: VY
- Codi ICAO: VLG
- Indicatiu: Vueling

## Destinacions

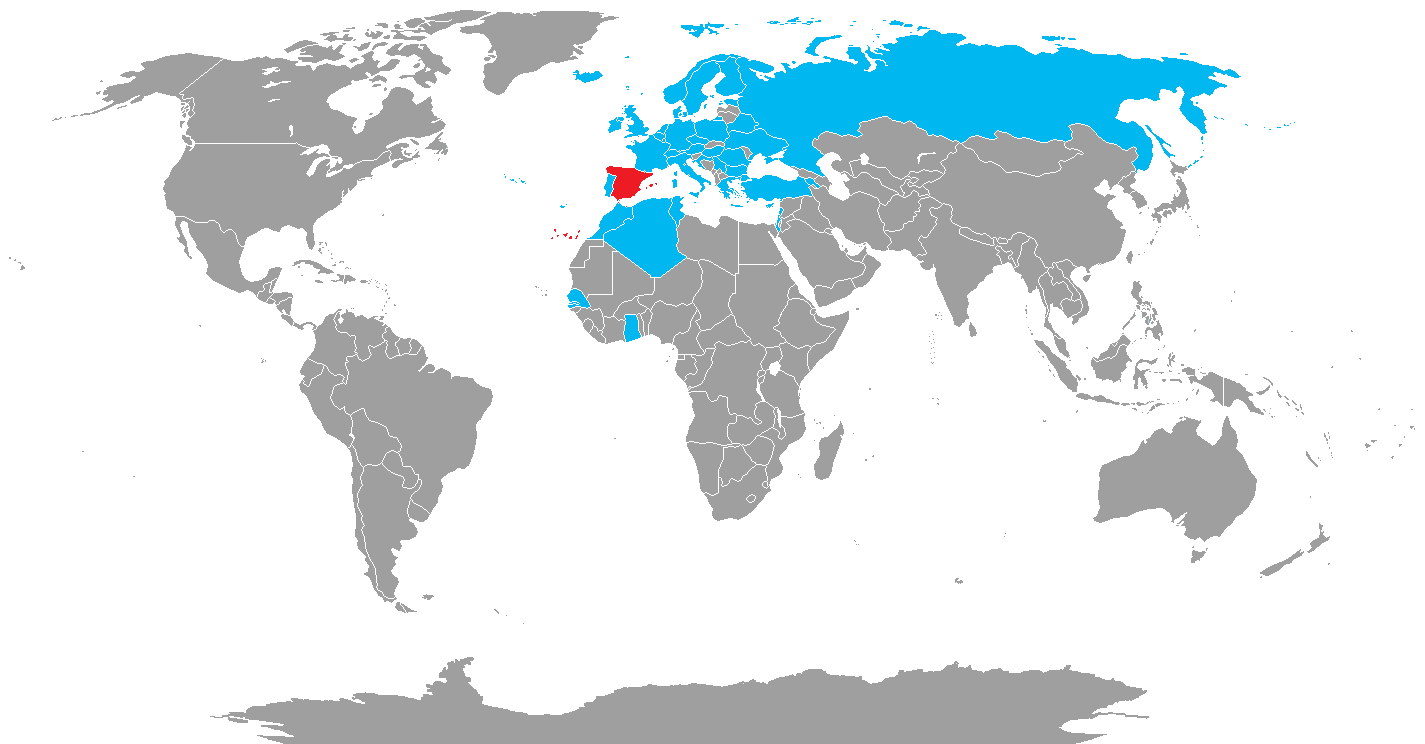
Destinacions de Vueling Airlines.
Espanya
Destinacions Vueling Airlines

Vueling Airlines opera a 124 des de Barcelona, on ocupa un 45% del seu trànsit aèri. Un segon centre de connexió és l'Aeroport de Roma.

## Tarifes
Les tarifes de l'aerolínia oscil·len des dels 25 € per a vols a la península o 35 € per als internacionals, taxes i recàrrecs inclosos. Es poden fer canvis mitjançant el pagament d'una taxa de 50 € i la diferència entre el preu dels bitllets. El canvi del nom del passatger comporta una taxa de 50 €. A més a més, hi ha càrrecs per pagar amb targeta de crèdit, per reservar seient fixe seleccionats, per facturar equipatge addicional al que s'ha sol·licitat, etc.

## Futur
Segons el pla d'expansió de Vueling, l'aerolínia té previst contractar 2.000 nous treballadors (actualment en té 1.752), arribar a una flota de 140 avions (davant els 123 actuals) i passar de 148 a 200 destinacions.

## Ètica
Vueling ha estat objecte de crítiques per males praxis lingüístiques, ecològiques i relatives als drets humans però no presenta campanyes publicitàries intolerants o tampoc no fa un ús esbiaixat de les dades dels clients.
- Inclusió lingüística: la companyia es nega a acceptar clients que dugin documentació oficial governamental redactada en altres llengües que no siguin l'anglès o el castellà. Ha estat denunciada per clients catalans i flamencs per negar-se a servir-los en dur documentació en les llengües oficials en què opera la companyia, en aquest cas el català i neerlandès.[9] No obstant això el seu lloc web s'ha traduït a les llengües oficials corresponents.[10]

- Ecologia: l'activitat comercial de la companyia contamina.[11]

- Comunicació: la publicitat del grup no sembla enganyosa i no és especialment intolerant.

- Drets humans: el personal que treballa per compta de l'empresa ha hagut de recórrer a la vaga per denunciar males praxis.[12]

- Finançament: el grup no es finança a través de guerres i explotació de poblacions alienes. Tampoc no practica corrupció.

- Dades personals: la companyia no fa un ús no ètic de les dades personals dels seus clients.

- Sobirania: Parlem semblar respectar la sobirania de tots els estats i no trepitja els executius d'allà on s'implanta.